# Втора средногорска бригада „Васил Левски“
Втора средногорска бригада „Васил Левски“ е подразделение на Втора Пловдивска въстаническа оперативна зона на НОВА по време на партизанското движение в България (1941-1944). Действа в района на Средна гора.
Втора средногорска бригада „Васил Левски“ е създадена на 15 юли 1944 г. от разрасналия се Партизански отряд „Васил Левски“ (Пловдив). В състава са включени отрядите „Добри Войвода“, „Пенчо Дворянов“ и „Стефан Караджа“. Командир е Делчо Симов, политкомисар Вера Начева, заместник-командир Петър Стоянов, началник-щаб – Гънчо Койчев.
Бригадата действа в района на Карлово, Сопот, Калофер и Казанлък. В състава ѝ има около 330 партизани.
Провежда акции в села и железопътни гари и увеличава състава си. Лагерува под връх Богдан, като държи района около него под контрол, въпреки честите акции на полицията и войската.
На 8 и 9 септември 1944 г. завзема и установява властта на ОФ в село Божидар (дн. Розино) и град Клисура.